# イヴァル・ヴェルドレ
イヴァル・ヴェルドレ （エストニア語: Ivar Veldre、1931年3月10日 - 2009年3月19日）は、エストニアのタルトゥ出身の魚類学者。1953年にタルトゥ大学を卒業している。トランプゲームの一種、ブリッジの熱心なプレーヤーとしても知られている。

## 著書
- Bridž. Põhimõisted ja pakkumissüsteemid. Tallinn, Valgus, 1992.
- Eesti NSV vabaltelavad aerjalalised (Eucopepoda). 1–2. Tartu, Eesti Looduseuurijate Selts, 1956.
- Elu Läänemeres. Tallinn, Eesti Riiklik Kirjastus, 1963.
- Kilu. Tallinn, Valgus, 1986.
- Koduveini tegemine. Tallinn, Mats, 1996.

| スタブアイコン | サブスタブ | この項目は、まだ閲覧者の調べものの参照としては役立たない、人物に関連した書きかけの項目です。この項目を加筆・訂正などしてくださる協力者を求めています（P:人物伝/PJ:人物伝）。 |